# Kristina Beck-Kukavčić
Kristina Beck-Kukavčić (Zagreb, 14. veljače 1951.), hrvatska mezzosopranistica i glazbena pedagoginja. Kćerka je hrvatske skladateljice Ivane Lang.

## Životopis
Kristina Beck-Kukavčić diplomirala je solo pjevanje na Akademiji za glasbo u Ljubljani (Eva Novšak Houška). Magistrirala je na Muzičkoj akademiji u Zagrebu. Diplomirala je na Filozofskom fakultetu, odsjek književnosti i filozofija. Zaposlena je u Glazbenoj školi Vatroslava Lisinskog i na Muzičkoj akademijj u Zagrebu.
Bila je solistica u HNK u Rijeci i Osijeku. Nastupa solistički i u komornim sastavima u zemlji i inozemstvu (Slovenija, Njemačka, Italija, Austrija i Island).  
Članica je ansambla "Chordes" trio i članica Hrvatskog društva glazbenih umjetnika (HDGU).

## Događaji
2008. godinu Kristina Beck-Kukavčić je obilježila kao 30. godišnjicu umjetničkog djelovanja.

## Diskografija

### CD izdanja
- "Dragulji duhovne glazbe" Zagrebački ansambl za duhovnu glazbu (Croatia Records i Hrvatski katolički radio, 1998.)

### CD gostovanje
- "Mojá zemljá" Oriana Vozila - (BeST MUSIC, 1997.)